# Just Sing
Just Sing un jeu vidéo de rythme, Karaoké développé par iNis et édité par Ubisoft. Il est sorti le 8 septembre 2016, sur Xbox One et PlayStation 4.

## Liste des titres
Les morceaux suivants sont confirmés pour le jeu:
| Titre                | Artiste         | Année |
| -------------------- | --------------- | ----- |
| All About That Bass  | Meghan Trainor  | 2014  |
| Chandelier           | Sia             | 2014  |
| Drag Me Down         | One Direction   | 2015  |
| Focus                | Ariana Grande   | 2015  |
| I Want to Break Free | Queen           | 1984  |
| Love Me Like You Do  | Ellie Goulding  | 2015  |
| One More Night       | Maroon 5        | 2012  |
| Radioactive          | Imagine Dragons | 2013  |
| Stitches             | Shawn Mendes    | 2015  |
| What Do You Mean?    | Justin Bieber   | 2015  |